# Adolphe Braeckeveldt
Adolphe Braeckeveldt (Sint-Denijs-Westrem, 15 oktober 1912 - Lovendegem, 4 augustus 1985) was beroepswielrenner van 1935 tot en met 1939. Tijdens de Tweede Wereldoorlog reed hij individueel. In 1937 won hij etappe 17 b samen met Heinz Wengler. Met 3 overwinningen is Adolphe Braeckeveldt mederecordhouder, samen met Nick Nuyens, van de Grote Prijs van Wallonië .

## Belangrijkste overwinningen
1936
- GP van Wallonië

1937
- Ronde van Belgë
- Waalse Pijl
- etappe 17B Ronde van Frankrijk (ex aequo met Heinz Wengler)

1938
- GP van Wallonië
- Aalst
- 1e etappe Ronde van Luxemburg

1939
- GP van Wallonië

## Resultaten in voornaamste wedstrijden
| Jaar | Ronde van Italië | Ronde van Frankrijk | Ronde van Spanje |
| ---- | ---------------- | ------------------- | ---------------- |
| 1937 |                  | 22e (1)             |                  |

| Jaar | Waalse Pijl |
| ---- | ----------- |
| 1937 | Goud        |